# Chiesa di San Bernardo (L'Aquila)
La chiesa di San Bernardo è un edificio religioso dell'Aquila, situato nel quarto di San Giovanni.

## Storia
La chiesa fu edificata tra il 1709 e il 1714 in sostituzione della secentesca chiesa della Madonna del Rifugio, affidata già dal 1613 all'ordine cistercense. I lavori di realizzazione del complesso proseguirono comunque nei decenni successivi, come testimonia la richiesta di un privato, nel 1743, di erigervi la cappella intitolata a San Giovanni evangelista. Nel 1807 i religiosi furono costretti ad abbandonare la struttura.
In seguito all'Unità d'Italia, nel 1874, il complesso fu affidato alle Povere figlie delle Sacre Stimmate di San Francesco d'Assisi che vi collocarono, oltre ad un rifugio per orfani, anche una scuola materna ed elementare. In seguito, nella seconda metà XX secolo, la chiesa venne data in gestione ad un'altra comunità religiosa.

## Descrizione
La chiesa di San Bernardo è ricompresa all'interno dell'omonimo complesso, comprendente anche un piccolo monastero, situato a monte di Borgo Rivera, nel locale di Sassa del quarto di San Giovanni. L'accesso alla piazza prospiciente il complesso avviene da via XX Settembre o da via Santo Spirito, non lontano dalla chiesa di San Giacomo della Rivera, nonché della precedente (oggi scomparsa) chiesa di Sant'Angelo di Castiglione.
La facciata, unica nel suo genere tra le chiese dell'Aquila, si presenta come un'unica fronte quadrangolare sviluppata su due livelli e con due ingressi, quello di sinistra relativo all'aula religiosa e quello di destra, con arco a tutto sesto, al monastero. Nell'ordine superiore sono collocate due finestre, non allineate tra loro ma poste in asse con il portale di riferimento. Chiude la composizione, a valle, un'ulteriore porta d'accesso agli orti.
L'interno della chiesa si presenta lungo e stretto, coperto da una volta a botte ribassata che viene interrotta da due finte cupole a base circolare. Sulla parete di fondo è l'altare maggiore, sovrastato dal dipinto raffigurante la Vergine col bambino. Le motivazioni di una spazialità così inusuale sono forse da ricercarsi nell'originaria separazione tra l'aula per i fedeli ed il coro per i religiosi. Lo stile, austero e semplice, è da riferirsi al barocco di scuola romana che operò all'Aquila nella prima fase del XVIII secolo.